# İsmail Metin Temel
İsmail Metin Temel (n. 12 martie 1958, Adana, Turcia) este un general-locotenent turc, comandantul Armatei a 2-a. Temel este absolvent al Academiei Militare a Turciei.

## Biografie
Familia Gen.lt. İsmail Metin Temel provine din satul Taht, de unde a migrat în anii 1970 pentru a se stabili în Adana. După absolvirea, în 1981, a Academiei Militare, Temel a fost încadrat în Armata Turciei. În 2012, İsmail Metin Temel a fost numit comandant al Diviziei 3 Infanterie Tactică/Yuksekova Hakkari. În 2016, generalul İsmail Metin Temel, comandant la acea vreme a Corpului de Siguranță al Jandarmeriei Publice din Van, a fost numit comandant al Armatei a 2-a, printr-un decret al Ministerului Apărării Naționale a Turciei. În același an, el a fost avansat la gradul de general de corp de armată.
İsmail Metin Temel este vorbitor de limba engleză.

## Cariera militară
Gen.lt. İsmail Metin Temel a comandat două ofensive în Siria. Prima, intitulată „Scutul Eufratului”, s-a desfășurat la granița turco-siriană. Gen.lt. Temel și Gen.lt. Zekai Aksakallı au condus forțele turce care au învins circa 5000-7000+ de jihadiști ai Statului Islamic din Jaish al-Osra și Wilayet Haleb, ucigând 2.647 și făcând 417 prizonieri. A doua ofensivă, intitulată „Ramura de măslin”, a fost declanșată pe fondul tensiunilor crescânde dintre guvernele turc și american motivate de sprijinul pe care Statele Unite îl acordă Forțelor Democratice Siriene, alcătuite în principal din luptători kurzi ai YPG, grupare pe care Turcia o consideră o ramură a PKK. În particular, Turcia a obiectat contra planurilor anunțate de Statele Unite de a antrena și echipa o forță de grăniceri constituită din 30.000 de membri ai FDS, despre care Turcia a afirmat că ar constitui o amenințare directă la adresa sa.
Gen.lt. İsmail Metin Temel a fost numit comandantul operațiunii militare din Afrin în ianuarie 2018.